# Număr odios
În teoria numerelor, un număr odios este un număr nenegativ ce are un număr impar (în engleză odd, de unde îi vine și denumirea) de cifre de 1 în dezvoltarea lor
binară.  Aceste numere dau pozițiile valorilor diferite de zero în șirul Thue – Morse.

## Exemple
Primele numere odioase sunt:
1, 2, 4, 7, 8, 11, 13, 14, 16, 19, 21, 22, 25, 26, 28, 31, 32, 35, 37, 38, 41, 42, 44, 47, 49, 50, 52, 55, 56, 59, 61, 62, 64, 67, 69, 70, 73, 74, 76, 79, 81, 82, 84, 87, 88, 91, 93, 94, 97, 98, 100, 103, 104, 107, 109, 110, 112, 115, 117, 118, 121, 122, 124, 127, 128 ... 

## Proprietăți
Numerele întregi nenegative care nu sunt odioase se numesc numere rele (în engleză evil numbers, de la even = par). Cu alte cuvinte, numerele rele sunt numerele nenegative ce au un număr par de cifre de 1 în dezvoltarea lor binară.
În informatică, se spune că un număr odios are o paritate impară.